# Hirschsteine in Bad Homburg vor der Höhe

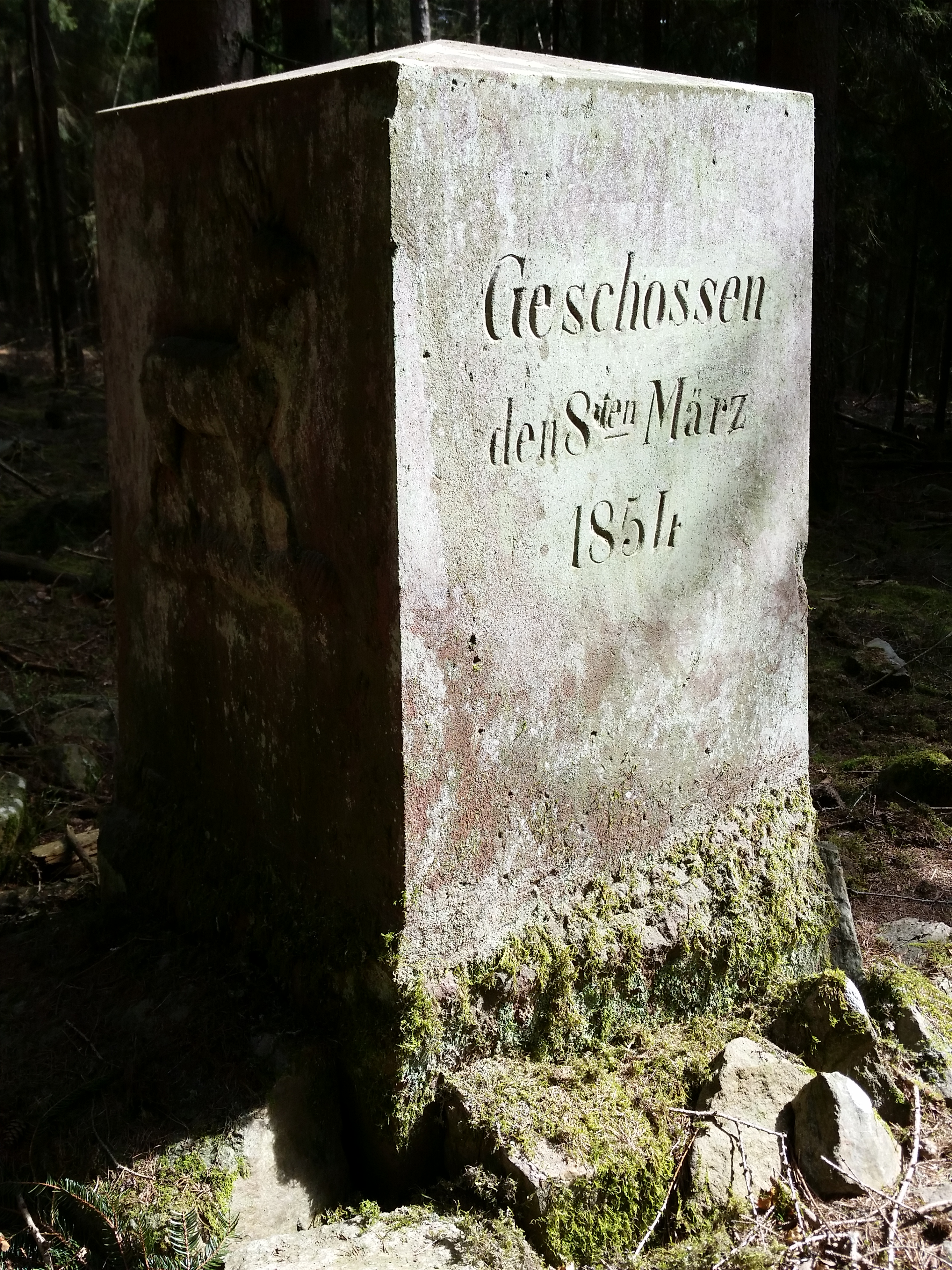
Der untere Hirschstein

Die Hirschsteine sind zwei Gedenksteine, die Landgraf Ferdinand anlässlich seines Schusses auf einen Hirsch im Staatswald von Bad Homburg  aufstellen ließ. Sie sind ein Kulturdenkmal aus ortsgeschichtlichen Gründen.

## Geschichte
Am 8. März 1854 war der Landgraf allein auf der Jagd und sah hangabwärts, in 150 Schritt Entfernung, einen Hirschen stehen. Der obere Stein markiert den Standort des fast 71-jährigen Schützen und der untere Stein den Standort des erlegten Hirsches.

## Gestaltung
Bei den Gedenksteinen handelt es sich um zwei glatt behauene Vierkante aus rotem Sandstein. Die Seitenflächen sind am Erdboden jeweils ca. 57 cm breit, verjüngen sich auf ca. 53 cm am oberen Ende und haben eine sichtbare Höhe von bis zu ca. 101 bzw. 108 cm (oberer bzw. unterer Monolith). Die letzten ca. 6 cm am oberen Ende der beiden kleinen Obelisken sind pyramidenförmig zugespitzt, so dass das Regenwasser besser ablaufen kann.
Der obere Hirschstein trägt die Inschrift „F. L. z. H. H.“ (N-Gramm für: Ferdinand, Landgraf zu Hessen-Homburg). Auf der benachbarten Seite ist ein Pfeil in Richtung des Schusses und die Angabe „150 Schr.“ eingekerbt. Der untere, ca. 115 Meter entfernte Stein ist mit dem Relief des Profils eines Hirsches verziert. Die benachbarte Seite trägt die eingemeißelte Inschrift „Geschossen den 8ten März 1854“. Der Entwurf der Steine soll von Jakob Westerfeld stammen.

## Erhaltung
Die in das Denkmal eingemeißelten Buchstaben sind alle noch gut zu lesen. Das Relief des Hirsches ist jedoch nur noch unvollständig, so sind die Beine und das Geweih beschädigt.
Die im Schatten der Bäume stehenden Gedenksteine sind mit Moos bewachsen. Die rote Farbe des Sandsteins wird von großflächigen weißen Ausblühungen überlagert, die auf Bauschäden durch aus dem porösen Sandstein herausdiffundierende Salze hindeuten, die möglicherweise aus dem Fundament stammen.

## Lage
Die Hirschsteine stehen nordöstlich der Elisabethenschneise im Großen Tannenwald des Stadtteils Dornholzhausen von Bad Homburg. Von der Homburger Hütte kommend und auf dem Landgrafenweg in Richtung des Bleibeskopf gehend, steht der untere Hirschstein rechts vom Weg kurz nachdem der Heuchelbach überquert wurde. Er steht etwas versteckt zwischen vielen Bäumen, so dass eine fast orthogonale Blickrichtung zum Stein benötigt wird. Der obere Stein steht auf der anderen Seite des Wanderweges. Die dort sichtbaren Fahrspuren von Waldarbeitern führen direkt dorthin.

## Galerie
Der unterhalb des Weges gelegene Hirschstein

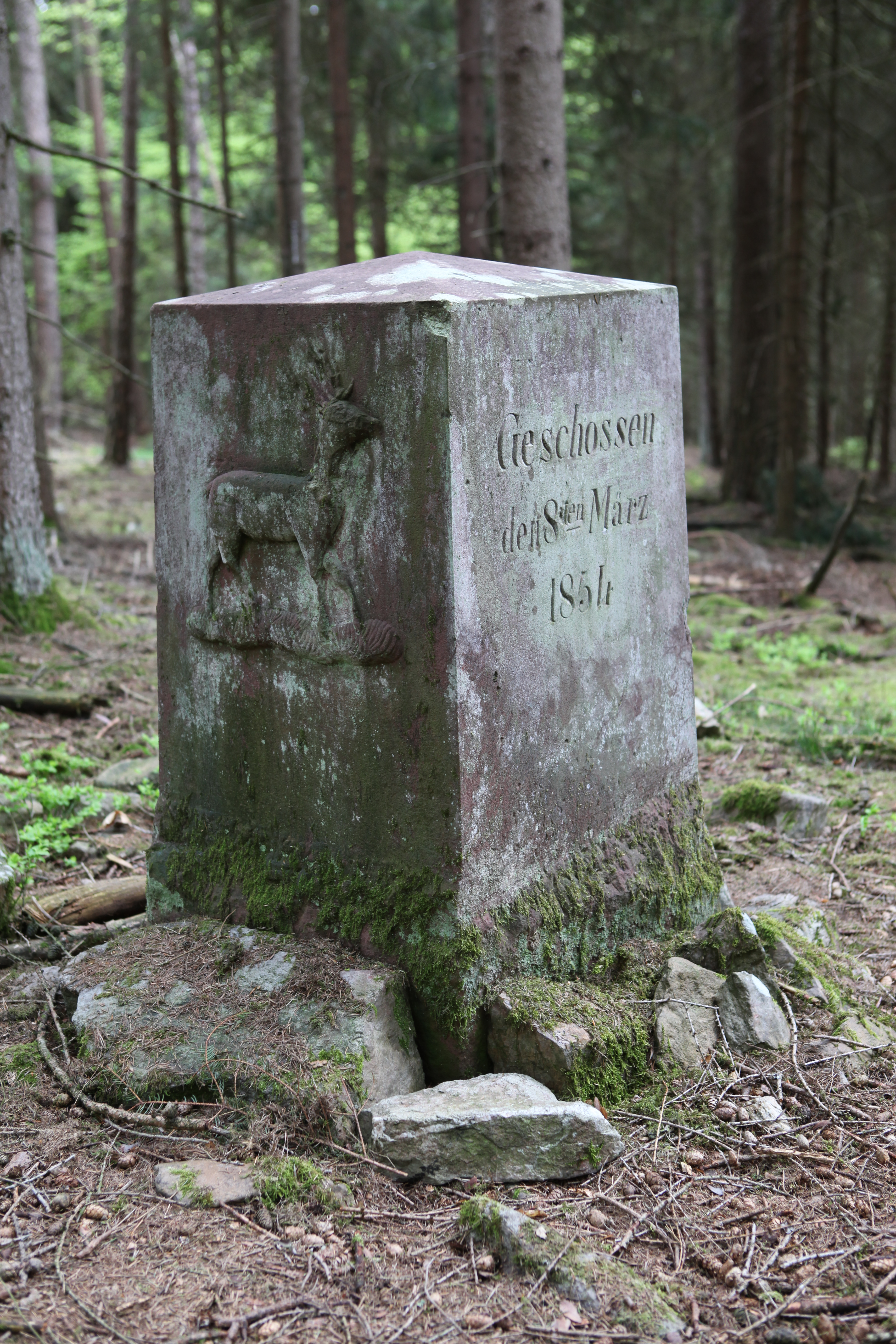
Profil des Hirschen und die Inschrift
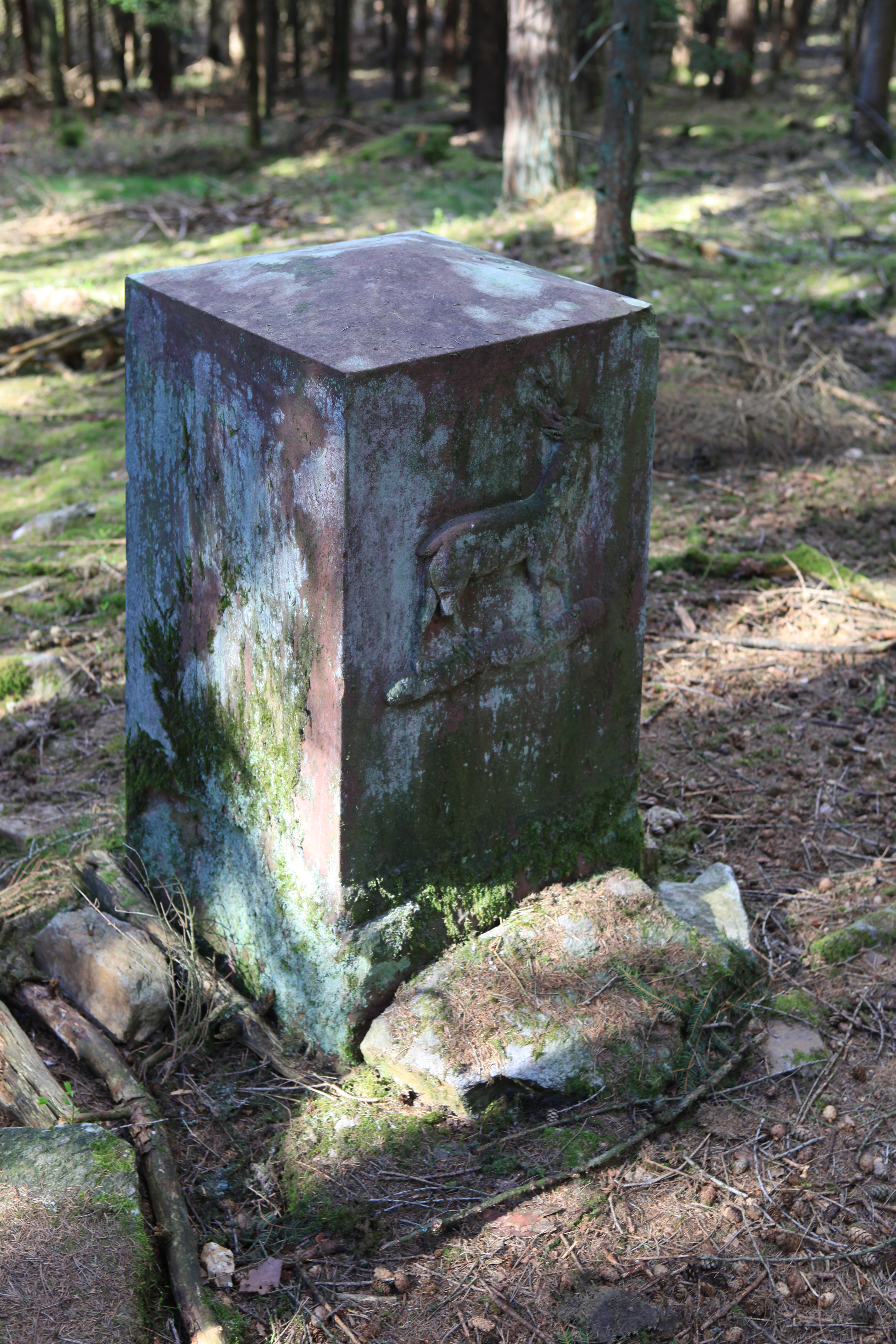
Profil des Hirschen und linke Seite des Steins
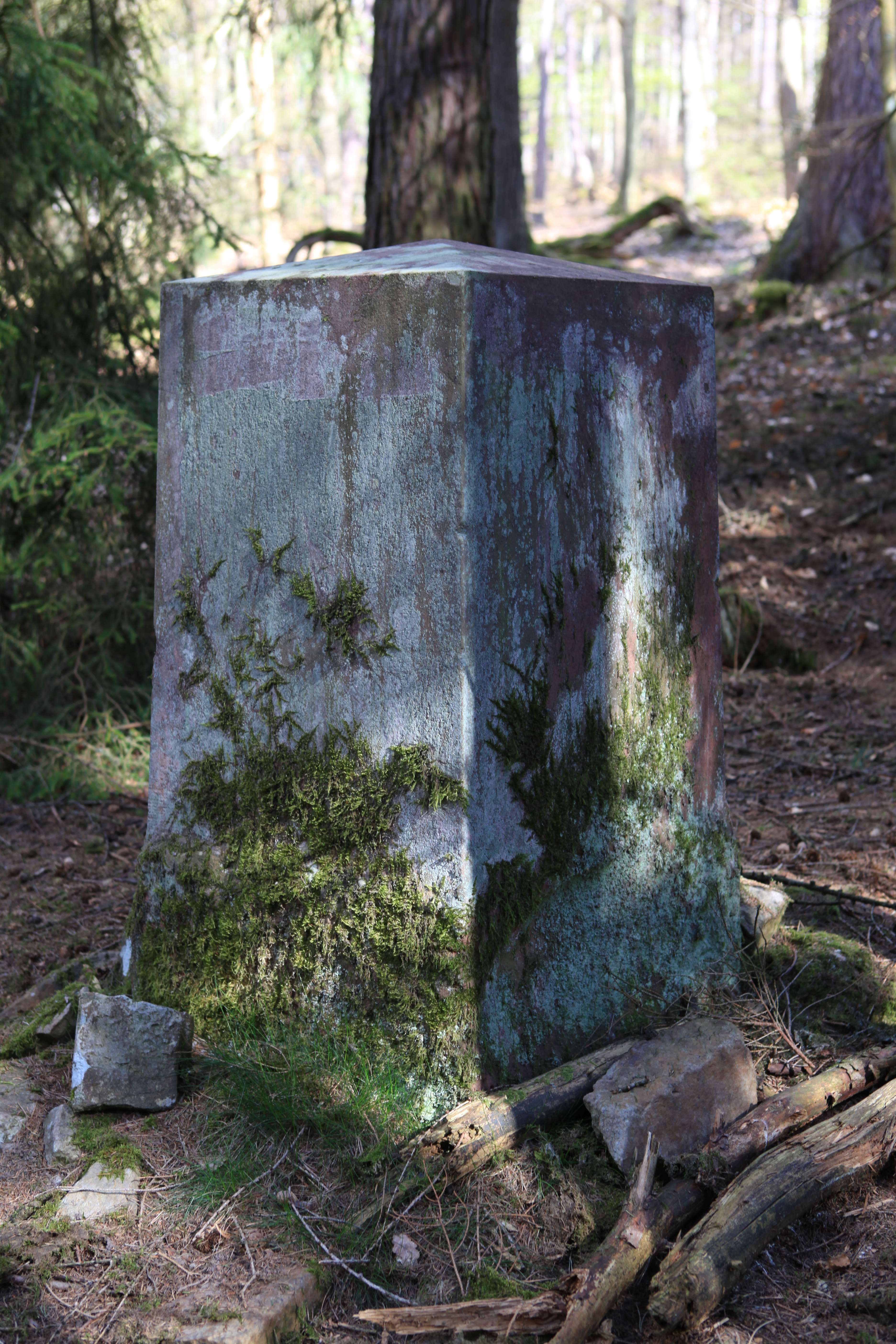
Die hinteren Seiten, ohne Inschrift oder Verzierungen
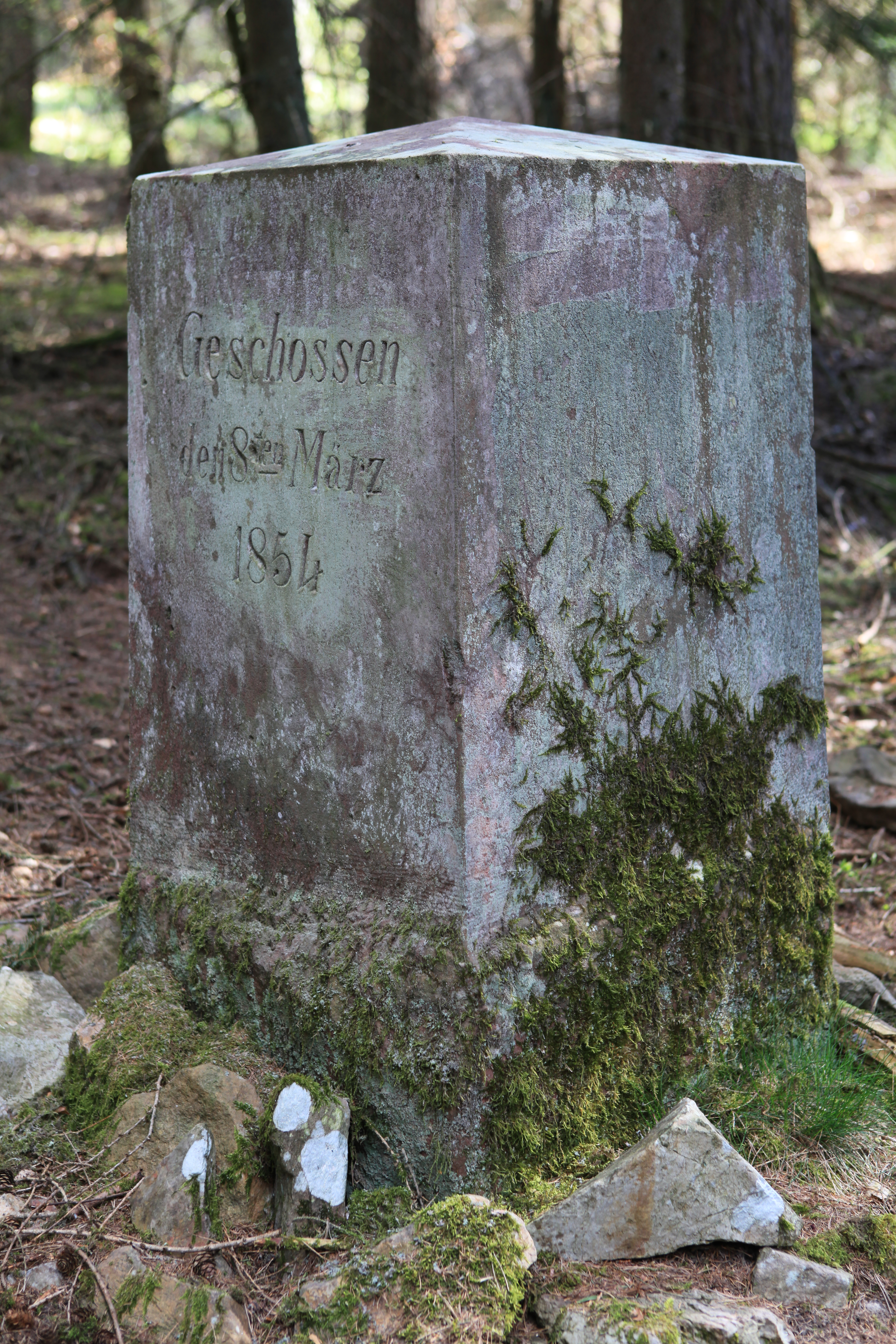
Seite mit Inschrift und rechte untere Seite

Der oberhalb des Weges gelegene Hirschstein

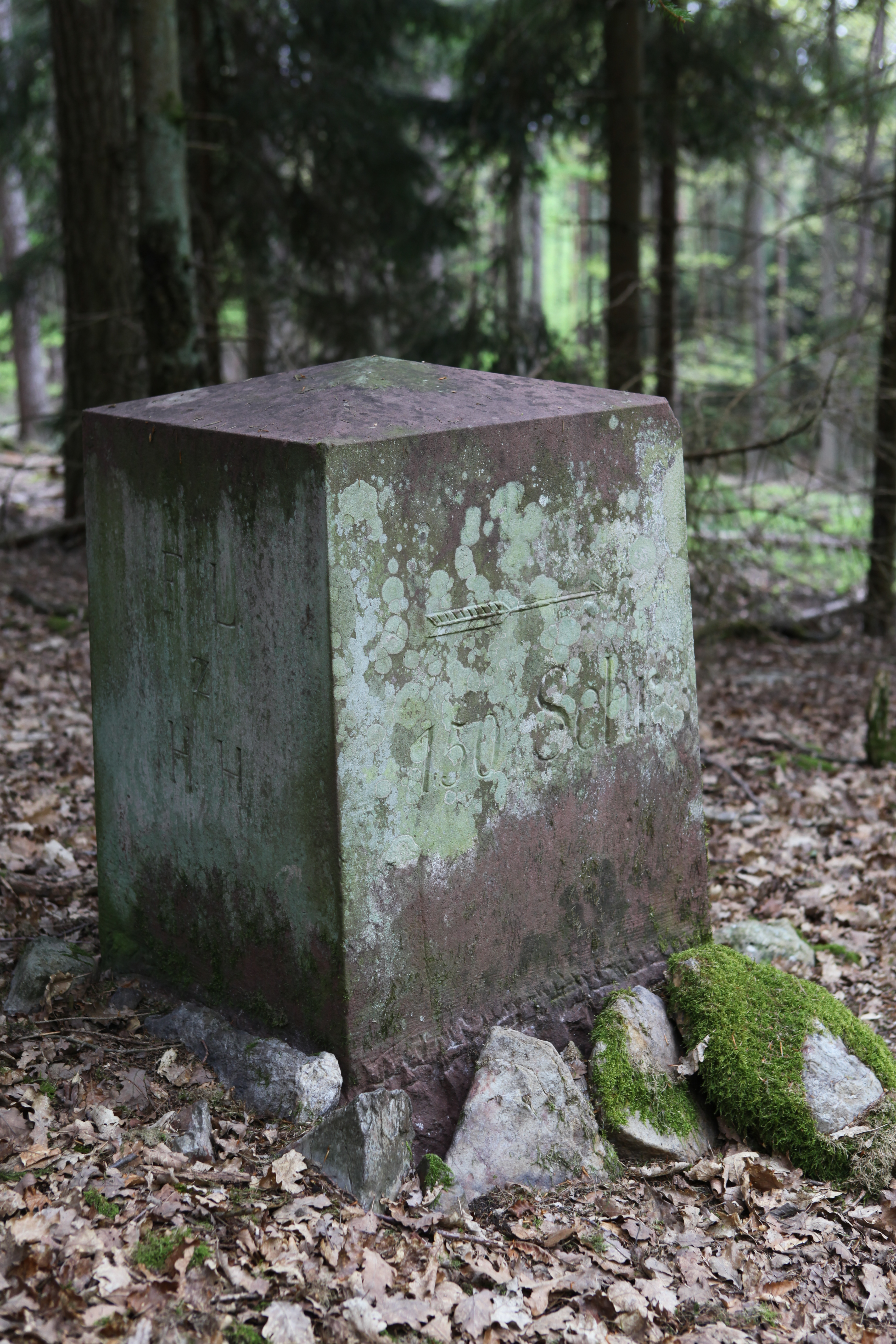
Inschrift „F. L. z. H. H.“ und Pfeil
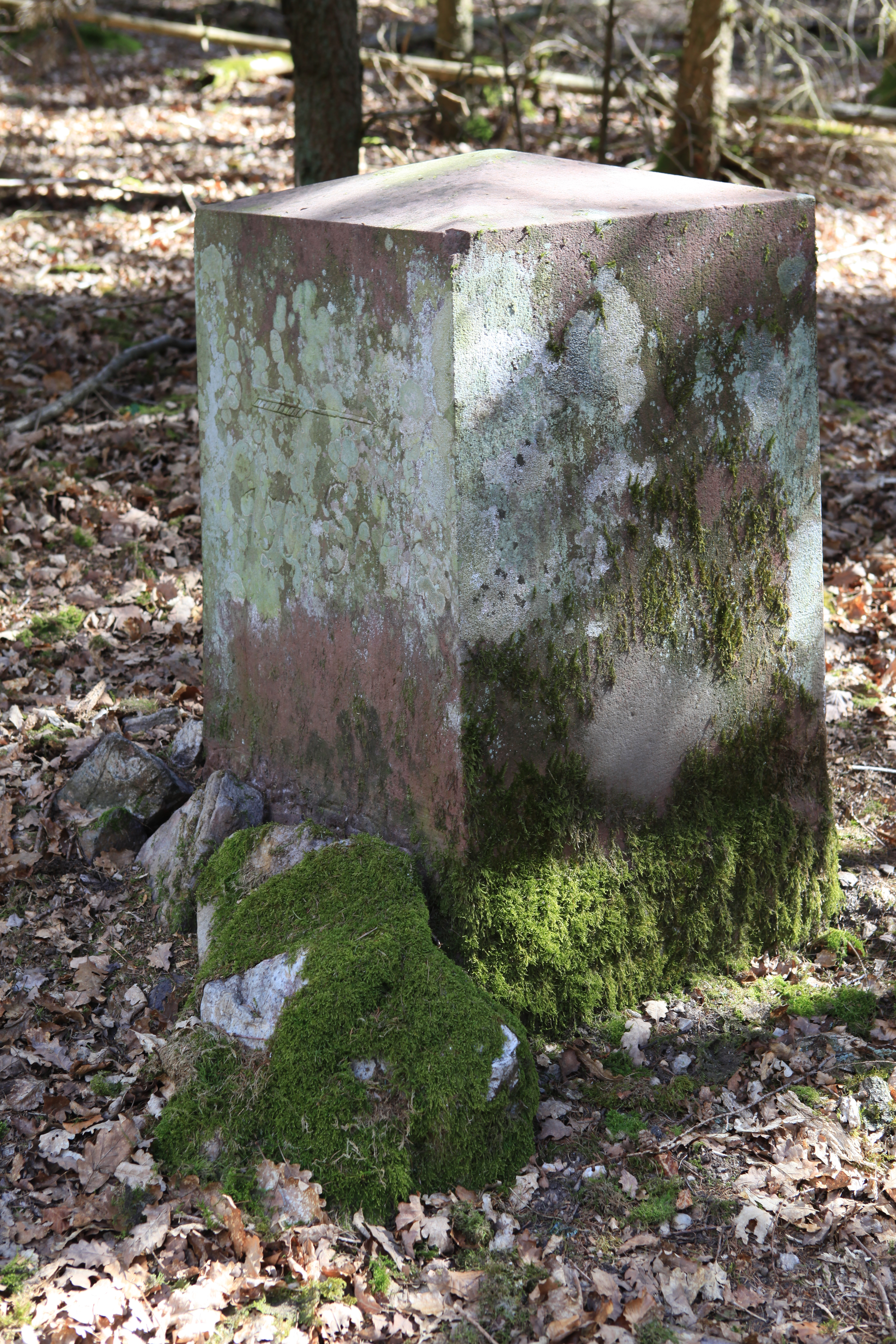
Inschrift und untere Seite des Steins
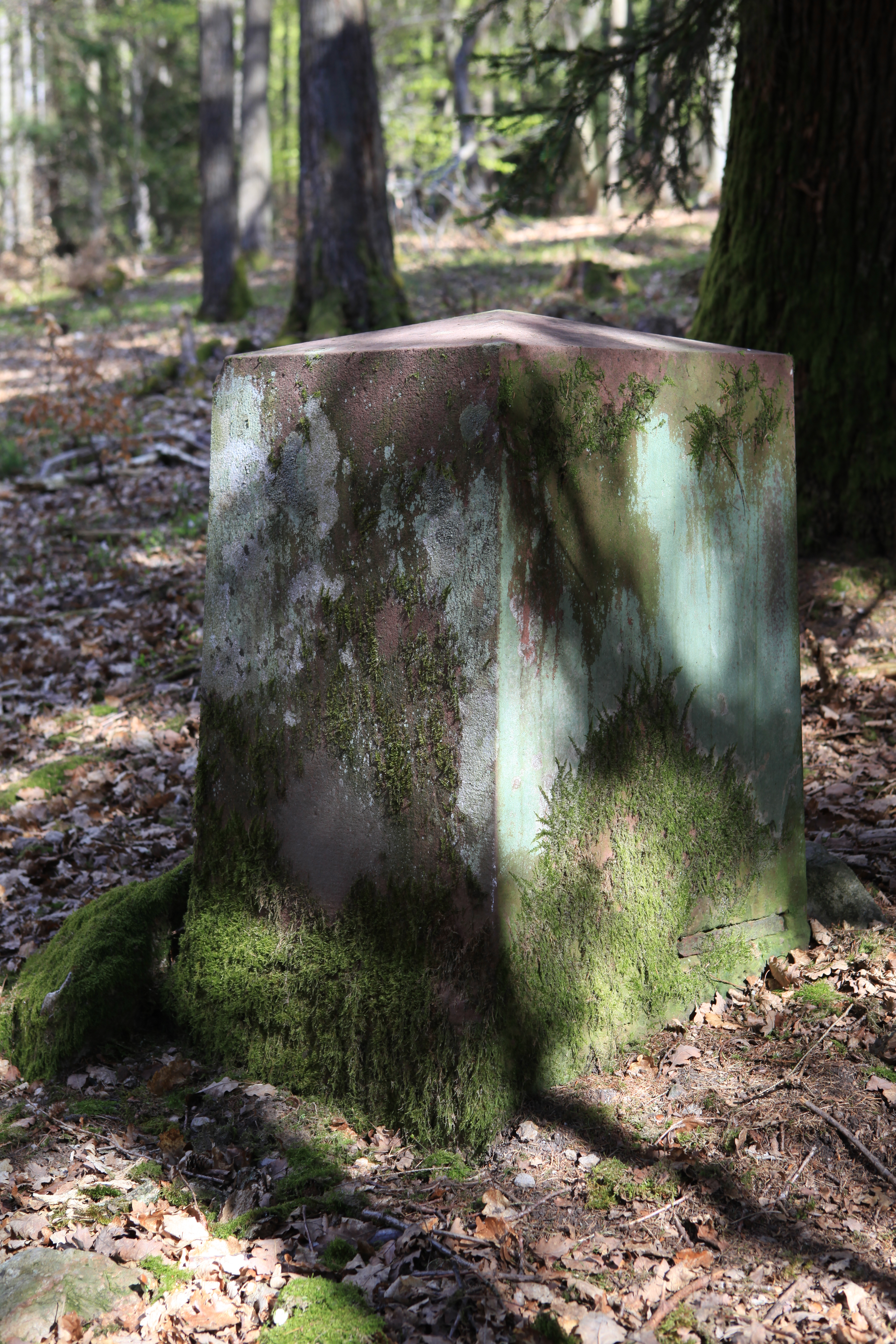
Die beiden Seiten ohne Inschriften
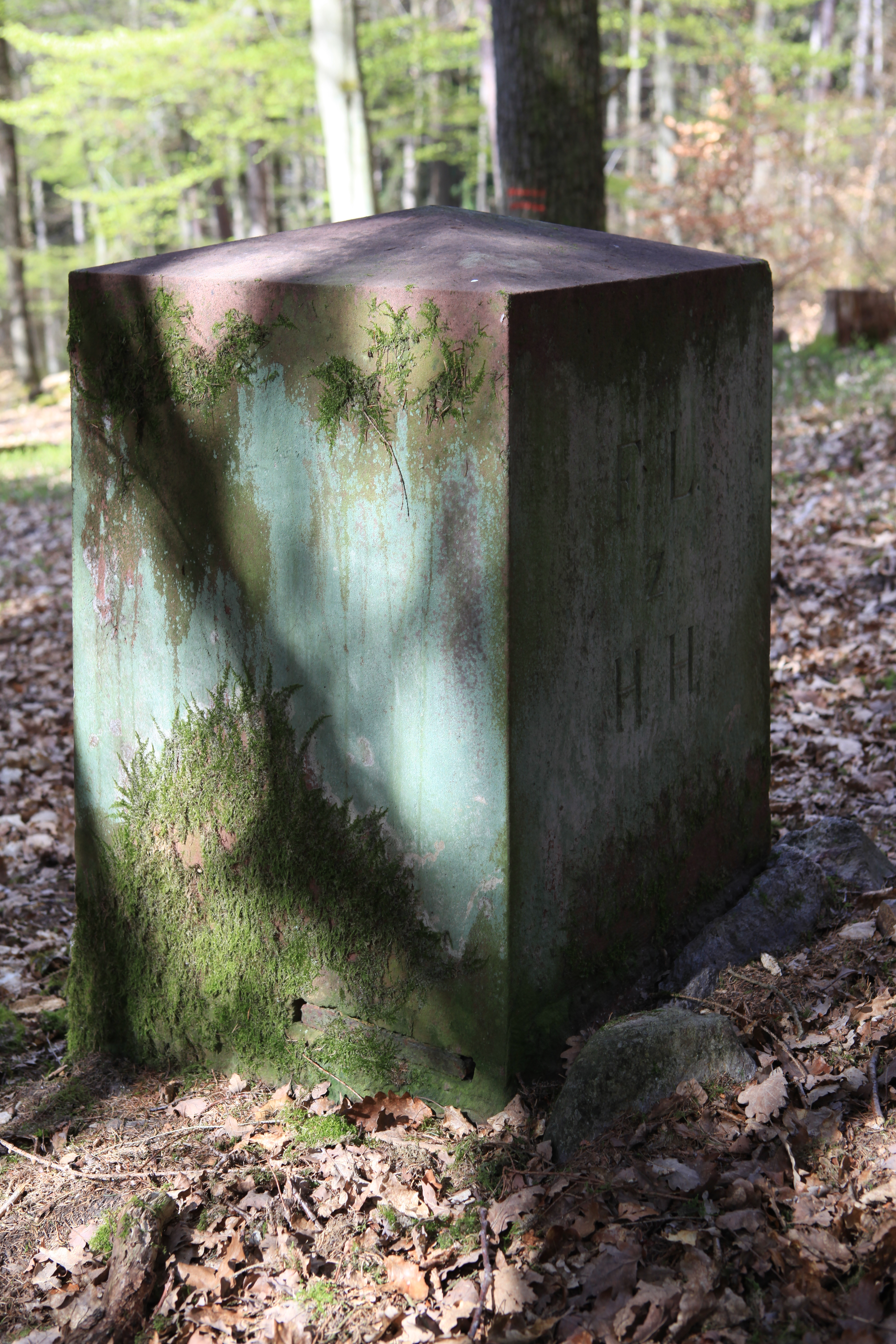
Inschrift „F. L. z. H. H.“ und leere Seite